# Fotopedia
Fotopediaとは写真主体を主体としたインターネット百科事典であった。2011年8月時点で51,000項目以上の記事数、755,000枚以上の写真が掲載されていた。
2009年6月、Appleの元アプリケーションソフトウェア担当CTOであるジャン＝マリー・ヒューロット、バートランド・グイヘネウフ、マニュエル・コロム、セバスチャン・モーリー、オリバー・ゴツキネヒトの5人によって設立された。
登録者は写真主体の記事をウィキペディアやGoogle マップの情報を含めた形で作成できる。また、高画質写真の節に1日の決められた枚数の写真を追加できる。サイトで扱われる分野の範囲は幅広く、特定の場所、音楽アーティスト、動植物から国や有名人にまで及んでいる。それだけでなく、Fotopediaにおける百科事典、プロ・アマチュア写真家のトーキングパートでは自身の撮影した写真を掲載したアルバムを作成したりコンテキストを書き加えるためにウィキペディアを使用したり人気アルバムの宣伝をすることができる。また、プロフィールページや他のユーザーやコンテンツとのやり取りといったいくつかの社会的ネットワーク機能がある。
クリエイティブ・コモンズに対応することで写真を百科事典で再利用することができるようになっている。伊藤穰一クリエイティブ・コモンズCEOも取締役を務めている。
2014年8月10日にサービスを終了した。